# Barbreck House

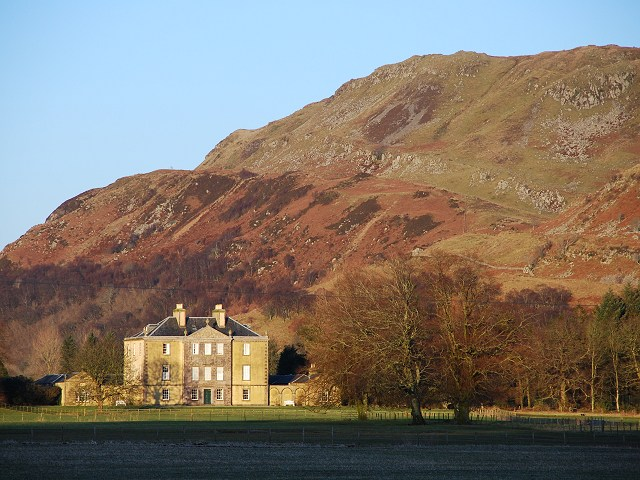
Barbreck House

Barbreck House ist ein Herrenhaus nahe der schottischen Ortschaft Ardfern. Es liegt etwa 1,5 km nordöstlich des Kopfes der Meeresbucht Loch Craignish. 1971 wurde Barbreck House in die schottischen Denkmallisten in der höchsten Kategorie A aufgenommen.
Das Gebäude wurde 1790 für John Campbell, Laird of Barbreck („Major General John Campbell“) errichtet. Es war anschließend Sitz eines Zweiges des Clans Campbell, der Campbells of Barbreck and of Achanduin. Der für die Planung des Gebäudes verantwortliche Architekt ist nicht überliefert.

## Beschreibung
Barbreck House weist die Merkmale der Georgianischen Architektur auf. Die zentrale Partie der Front besteht aus Quadersteinen und ist an den Kanten mit Ecksteinen abgesetzt. Sprossenfenster verlaufen in drei Achsen durch das dreistöckige Gebäude, wobei ebenerdig mittig eine zweiflüglige, von Blendpfeilern umrahmte Eingangstür in die Mauer eingelassen ist. Ein verzierter Dreiecksgiebel schließt diesen Teil von Barbreck House ab. Beidseitig schließen symmetrisch Segmente mit jeweils einer Fensterachse an. Diese sind in der traditionellen Harling-Technik verputzt und die Kanten sind ebenfalls durch Ecksteine abgehoben. Oberhalb des Erdgeschosses verläuft ein abgesetztes Zierband über die Front. Das Gebäude schließt mit einem schiefergedeckten Walmdach ab. Rückseitig geht ein Flügel ab, der ebenfalls mit einem Walmdach abschließt. An die Front schließen beidseitig Blendmauern an. Diese sind mit jeweils drei blinden Segmentbögen verziert und schließen bündig an den einstöckigen Nebengebäuden ab. Diese besitzen Bogenfenster, oberhalb derer im abgesetzten Giebelbereich blinde Ochsenaugen zu finden sind. Die Nebengebäude schließen mit Satteldächern ab.
In der Nähe liegen Dunan Aula und Kintraw.